# Bahnhof Luton Airport Parkway

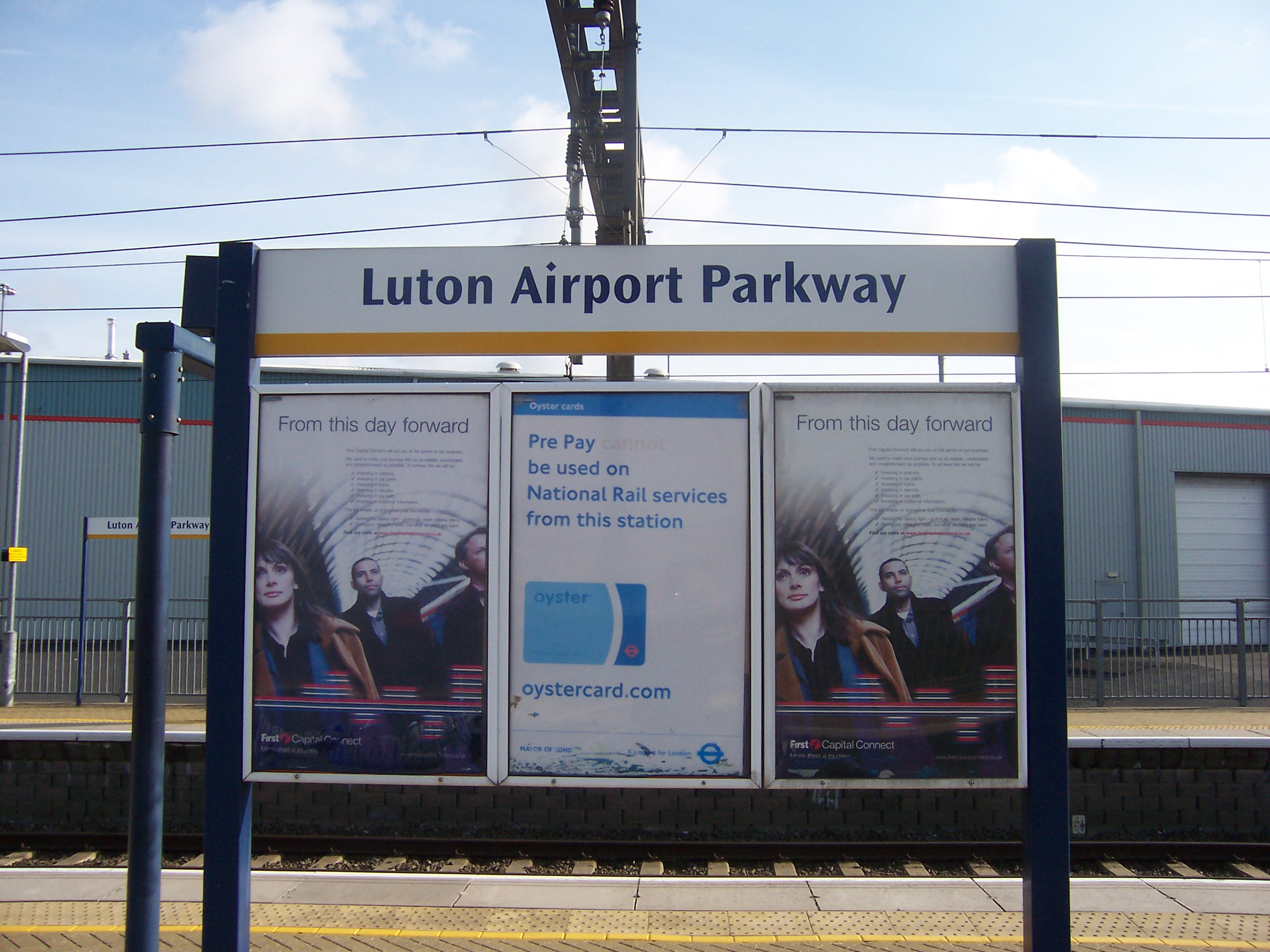
Der Bahnhof Luton Airport Parkway

Der Bahnhof Luton Airport Parkway befindet sich an der auch von Thameslink benutzten Midland Main Line an der Strecke vom Londoner Bahnhof St Pancras nach Leeds. Die Station wird von First Capital Connect verwaltet und von Thameslink-Zügen angefahren. Der Bahnhof wurde 1999 eröffnet und liegt südöstlich von Luton und westlich des Flughafens London-Luton. Es gibt einen kostenpflichtigen Bus-Shuttle-Service zwischen Bahnhof und Flughafen der tagsüber im Zehnminutentakt fährt und nachts auf den Zugfahrplan abgestimmt ist.
Vom Bahnhof kann man nach Norden nach Bedford, Wellingborough, Kettering, Leicester, Loughborough, Derby und Nottingham reisen. Passagiere können auch nach Süden St Albans, London, Wimbledon, Sutton, London-Gatwick und Brighton reisen.
Im November 2008 wurden die Bahnsteige dieses Bahnhofs als erste der Thameslink-Route verlängert, um zwölf Wagen-Zügen als Teil des Thameslink Programms Platz zu bieten.
Ab 2023 wird mit dem Gatwick People Mover ein Cable Liner Shuttle den Bahnhof mit dem Flughafen verbinden.